# کایدان
کایدان، روستایی از توابع بخش عقیلی شهرستان گتوند در استان خوزستان ایران است. شغل اصلی ساکنین این روستا کشاورزی و دامداری می باشد.

## جمعیت
این روستا در دهستان عقیلی جنوبی قرار دارد و براساس سرشماری مرکز آمار ایران در سال ۱۳۹۰، جمعیت آن ۸۸۵ نفر (۱۶۹خانوار) بوده‌است. ساکنین این روستا به کشاورزی و دام پروری مشغولند و عمده محصولات کشاورزی آنها سیب زمینی، گندم و ذرت و فلفل می‌باشد.